# Rita Giuliana Mannella
Rita Giuliana Mannella é a embaixadora italiana no Sri Lanka tendo apresentado as suas credenciais ao presidente Maithripala Sirisena no dia 3 de dezembro de 2018. Ela também é embaixadora nas Maldivas.
Mannella é graduada pela Universidade de Pisa.